# Avisaurus
Avisaurus (betekent 'vogelhagedis') is een geslacht van uitgestorven enantiornithische vogels uit het Laat-Krijt van Noord-Amerika.

## Ontdekking
Avisaurus archibaldi werd ontdekt in de Hell Creek-formatie uit het Laat-Krijt van Noord-Amerika (Maastrichtien, van ongeveer 70,6-66 miljoen jaar geleden), waardoor het een van de laatste Enantiornithes is. Het werd verzameld op 24 juli 1975 in de UCMP-vindplaats V73097 in Garfield County, Montana. Het holotype wordt vertegenwoordigd door een enkel fossiel van een tarsometatarsus in de collectie van het University of California Museum of Paleontology. Het heeft het catalogusnummer UCMP 117600.

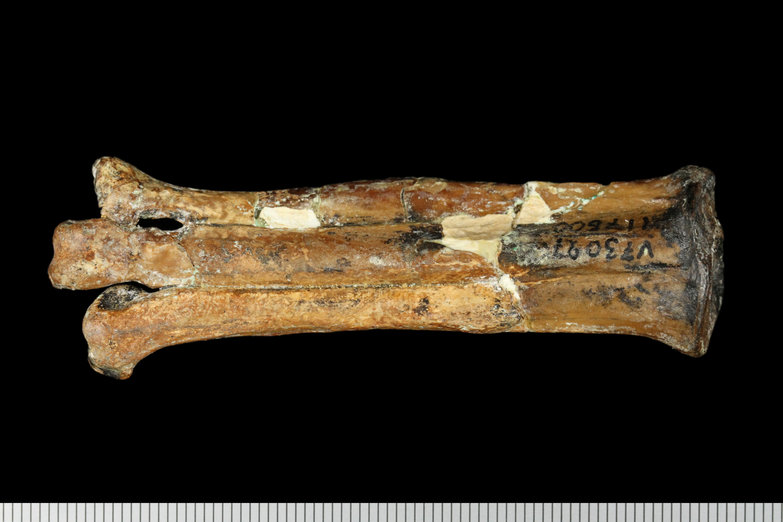
Het holotype

Het werd aanvankelijk beschreven als de linkertarsometatarsus van een niet-aviale theropode door Michael Brett-Surman en Gregory S. Paul toen die in 1985 de typesoort Avisaurus archibaldi benoemden. De geslachtsnaam is een combinatie van het Latijn avis, 'vogel' en het Grieks sauros, 'reptiel'. Het verwijst naar de vermeende status als een dinosauriër die dicht bij de vogels staat maar er niet toe behoort. De soortaanduiding eert de ontdekker James David Archibald van de University of California, Berkeley. Het werd later herbeschreven als de rechtertarsometatarsus van een enantiornithische vogel door Luis Maria Chiappe in 1992.
De Argentijnse specimina PVL-4690 and PVL-4048 werden in 1985 aangewezen als paratypen, maar daarop werd in 1992 het aparte geslacht Soroavisaurus gebaseerd.
De specimina UCMP 171634, UCMP 174717 en YPM 57235 uit Montana zijn met Avisaurus in verband gebracht maar het betreft losse beenderen die het holotype niet overlappen.
Een tweede soort Avisaurus gloriae Varricchio en Chiappe 1995, ontdekt in de bovenste Two Medicine-formatie uit het Laat-Campanien van Glacier County, Montana, werd omgedoopt tot Gettyia door Atterholt et alii in 2018.

## Beschrijving
Het holotype-exemplaar heeft een maximale lengte van 73,9 millimeter en is daarmee een van de grootste bekende tarsometatarsi van een lid van de Enantiornithes. Het dier moet een aanzienlijke spanwijdte hebben gehad.
Afgezien van de grootte zijn geen autapomorfieën vastgesteld.

## Classificatie
Dit geslacht behoort tot de Enantiornithes-familie Avisauridae, die ook soortgelijke dieren uit Zuid-Amerika bevat als Soroavisaurus en Neuquenornis. In het Laat-Krijt werd Amerika nog gescheiden door een tak van de Tethysoceaan.
Het artikel van Michael Brett-Surman en Paul in 1985 hield expliciet rekening met de mogelijkheid dat Avisaurus archibaldi een lid van Enantiornithes was, welke ze zagen als een raadselachtige groep die misschien niet eens tot de vogels behoorde. Hierop zou ook de grote omvang van Avisaurus duiden. De auteurs beschreven en benoemden UCMP 117600 formeel, maar ze keken naar ander enantiornithisch materiaal, waaronder de metatarsus PVL 4690 uit Argentinië. De auteurs hebben dit laatste fossiel toegeschreven aan Avisaurus sp. Hieruit concludeerden ze dat leden van het geslacht Avisaurus in zowel Noord- als Zuid-Amerika in het Laat-Krijt bestonden. Bovendien concludeerden de auteurs dat de lengte/breedte-verhouding en mate van metacarpale fusie van deze botten meer leek op die van niet-vogeldinosauriërs. Een landbewonende dinosauriërsoort in beide continenten zou dan Brett-Surmans hypothese ondersteunen dat er een landverbinding tussen de twee continenten was geweest.
Verdere ontdekkingen en verder onderzoek door Chiappe toonden aan dat al het materiaal toebehoorde aan enantiornithische vogels, en PVL 4690 kreeg zijn eigen geslacht Soroavisaurus.

## Paleo-omgeving
Avisaurus is bekend van de vochtige laaggelegen moerassen, meren en stroomgebieden van de westelijke oever van de Western Interior Seaway, Hell Creek-formatie, en van de veel drogere hooglanden tussen dat gebied en de Cordilleran Overthrust Belt die uiteindelijk de Rocky Mountains vormde.